# Cordon sanitaire
Denna artikel handlar om det politiska begreppet. Se karantän för det medicinska begreppet.
Cordon sanitaire (uttal: [kɔrdõsani'tɛr]; efter franskans ord för karantän (sanitär avspärrning) är ett begrepp i internationella relationer och i politik. Det syftar på en situation där någon part motarbetar en ideologisk motståndare genom att utesluta dem. En sådan metod är deplattformering.
Begreppet myntades i samband med uppdämningspolitiken efter första världskriget. Där samarbetade ett antal ny- eller återbildade länder (Finland, Estland, Lettland, Litauen, Polen, Tjeckoslovakien, Österrike, Ungern och Jugoslavien) i närheten av Sovjetunionen, för att som en buffert försöka hejda kommunismens vidare expansion västerut. Metoden kom att återanvändas under kalla kriget, där USA och ett antal allierade länder motarbetade Sovjetunionen med allierade.
I flera beslutande församlingar på nationell och lokal nivå, väljer etablerade partier att undvika samarbete med vissa partier. Enligt statsvetaren Hans-Georg Betz är strategin inte effektiv.